# Xu Bo
Xu Bo (許博T, 许博S, Xǔ BóP; Shenyang, 18 maggio 1985) è un ex calciatore cinese, di ruolo difensore.